# Zapato-Inseln
Die Zapato-Inseln, auch Zapatos-Inseln genannt, englisch Zapato Islands, sind eine kleine philippinische Inselgruppe im Zentrum des Jintotolo-Kanals, einer Meerenge zwischen der Sibuyan-See im Westen und der Visayas-See im Osten.

## Geographie
Die Gruppe besteht aus drei Inseln, wovon zwei dünn besiedelt sind. Die Hauptinsel Zapato Mayor liegt im Nordosten der Gruppe, etwa 13 km südwestlich der Insel Jintotolo. Etwa 4,5 km weiter westlich liegt mit Chinela die kleinste Insel der Gruppe. Die südwestlichste der Zapato-Inseln ist das unbewohnte Zapato Menor, gelegen rund 20 km nordöstlich von Panay.

### Inseltabelle
| Inselname    | Aliasname    | Koordinaten           | Fläche (km²) | Einwohner | Anmerkung |
| ------------ | ------------ | --------------------- | ------------ | --------- | --------- |
| Zapato Mayor | Zapata Mayor | 11° 45′ N, 123° 01′ O | …            | …         |           |
| Chinela      |              | 11° 44′ N, 122° 59′ O | …            | …         |           |
| Zapato Menor | Zapata Menor | 11° 43′ N, 122° 59′ O | …            | 0         |           |

## Verwaltung
Die Inselgruppe gehört zur Gemeinde Balud (Municipality of Balud) der philippinischen Provinz Masbate.